# سيب ده (مقاطعة تشالوس)
سيب‌ده (بالفارسية: سیب‌ده) هي قرية تقع في قسم كلارستاق الغربي الريفي (مقاطعة تشالوس) في إيران. يقدر عدد سكانها بـ 131 نسمة بحسب إحصاء 2016.